# Courageous-Klasse
Die Courageous-Klasse war eine Klasse von Kriegsschiffen der Royal Navy. Sie bestand aus der Courageous (deutsch mutig) und der Glorious (dt. ruhmreich); die Halbschwester Furious (dt. erbost) wird von einigen Autoren auch als zu dieser Klasse gehörend gezählt.
Die Schiffe wurden im Ersten Weltkrieg als „Große Leichte Kreuzer“ (large light cruisers) gebaut. Gelegentlich wurden sie auch als „leichte Schlachtkreuzer“ (light battlecruisers) bezeichnet. Tatsächlich waren sie mit keinem anderen Schiffstyp zu vergleichen.
Nach dem Ersten Weltkrieg wurden sie zu Flugzeugträgern umgebaut und als solche im Zweiten Weltkrieg eingesetzt. Courageous und Glorious gingen früh im Krieg verloren.

## Entwurf und Konstruktionsmerkmale als Große Leichte Kreuzer

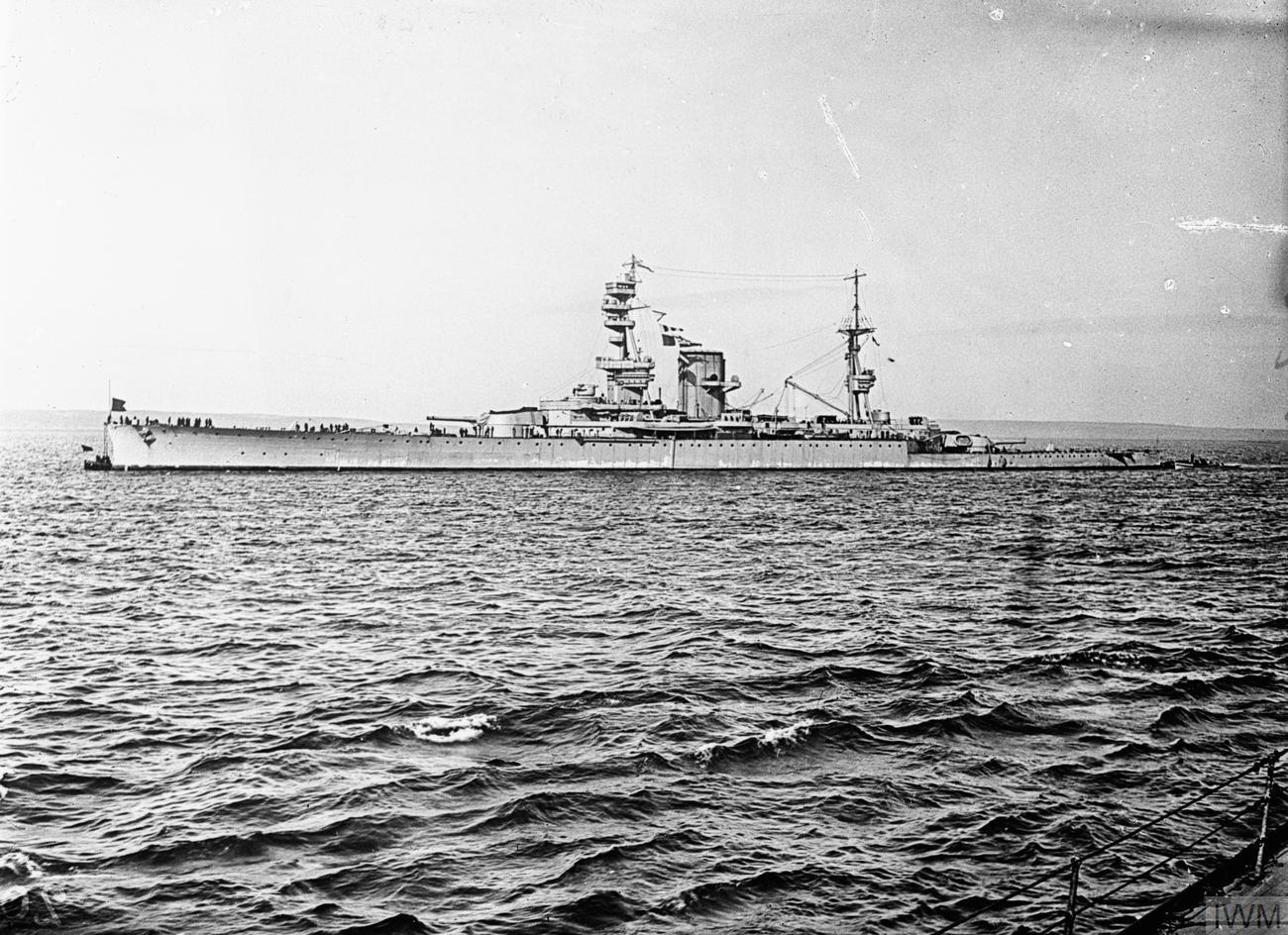
Die Courageous als Großer Leichter Kreuzer

Entwurf und Bau der Schiffe gehen auf die Pläne des Ersten Seelords „Jackie“ Fisher zurück, im Falle eines Kriegs mit Deutschland durch die Royal Navy Truppen an der Küste von Pommern anzulanden. Zur Feuerunterstützung sollten schwer bewaffnete Schiffe mit geringem Tiefgang dienen, die zudem schnell sein mussten, um in die Ostsee einzudringen. Die Courageous-Klasse folgte dieser Spezifikation.
Um die als notwendig erachtete Geschwindigkeit von 32 kn zu erreichen, waren ein schlanker Rumpf und die hohe Leistung von 90.000 PS vonnöten. Zusammen mit der schweren Bewaffnung und einem Schiffskörper, der deutlich kleiner war als die der letzten Schlachtkreuzer, bedeutete dies, dass nicht genügend Gewicht für einen adäquaten Panzerschutz zur Verfügung stand.
Die beiden Schiffen verdrängten maximal 23.056 t bei einer Gesamtlänge von 239,6 m. Bewaffnet waren sie mit vier der bei für britische Großkampfschiffe dieser Zeit üblichen 38,1-cm-Schnellfeuergeschützen in zwei Zwillingstürmen vorn und achtern (hinten) und 18 10,2-cm-Schnellfeuerkanonen in Drillingslafetten zur Torpedobootsabwehr. Es handelte sich um die gleichen Lafetten wie auf der Renown-Klasse. Die Lafetten waren kein Erfolg, da sie schwerfällig waren und zu wenig Platz für die Geschützbedienungen boten. Zwei 53,3-cm-Unterwasser-Torpedorohre wurden durch vier (Courageous) bzw. zwölf (Glorious) seitliche Überwasserrohre in Zwillingssätzen ergänzt, da die Unterwasserrohre bei Geschwindigkeiten von über 23 kn nicht einsetzbar waren.
Für eine Panzerung, die in der Lage gewesen wäre, schwere gegnerische Geschosse zu stoppen, war kein ausreichend großer Gewichtsanteil vorhanden. Es wurde deshalb eine sogenannte Binnenpanzerung oder Staffelpanzerung aus hochzugfestem Stahl (High Tensile Steel oder HT-Stahl) entwickelt. Die Panzerung an den Außenseiten der Schiffe sollte einschlagende Geschosse verzögern und zur Explosion bringen; Splitterlängs- und -querschotten sollten die Explosionswirkung eingrenzen. Insgesamt entsprachen die Panzerstärken denen von Kreuzern.
Die Schiffe verfügten über einen Seitenpanzer von 76 mm Stärke, der sich vom vorderen bis zum hinteren Geschützturm und vom Torpedowulst bis zum Oberdeck erstreckte. Am Vorschiff war die Wasserlinie mit 51 mm Stahl gepanzert. Die Panzerung des Oberdecks betrug 25 mm, das Hauptpanzerdeck hatte eine Stärke von 19 mm mit 25 mm starken Böschungen, die in die Oberseite der Torpedowulste übergingen. Zusätzlich gab es über den vorderen Munitionskammern ein oberes Panzerdeck von 25 mm. Achtern schützte ein 38 bis 76 mm starkes unteres Panzerdeck Wellen und Ruderanlage. Im Schiff gab es auf beiden Seiten je ein Splitterlängsschott von 19 mm zwischen Oberdeck und Hauptpanzerdeck und vier Panzerquerschotten von 76 mm (das hinterste 51 mm) Stärke. Gegen Unterwassertreffer von Torpedos und Minen schützten ein Doppelboden sowie beidseits ein Torpedowulst und ein Torpedolängsschott von 25 bis 39 mm Stärke, das vom äußeren Teil des Doppelbodens bis zum Hauptpanzerdeck reichte.
Der Barbettenpanzer der schweren Artillerie hatte eine Stärke von 178 mm, die Panzerung der Türme war zwischen 108 und 330 mm stark. Die Panzerung des vorderen Kommandoturms lag zwischen 51 mm und 254 mm, die des hinteren zwischen 51 mm und 76 mm.
Als Antrieb dienten vier Parsons-Getriebeturbinen auf vier Wellen, die von 18 Yarrow-Schmalrohrkesseln mit Ölfeuerung gespeist wurden. Die Leistung betrug 90.000 PS für 32 kn.
Allgemein werden die Schiffe als Fehlkonstruktion eingestuft. Der Panzerschutz war für Gefechte mit ähnlich bewaffneten Gegnern viel zu schwach. Tatsächlich waren sogar die tragenden Verbände so schwach, dass sie beim Abfeuern der schweren Artillerie durch den Rückstoß beschädigt wurden. Außerdem waren bei den im Ersten Weltkrieg angewandten Feuerleitverfahren vier Geschütze zu wenig, um bei den üblichen Gefechtsentfernungen und Geschwindigkeiten eine angemessene Trefferwahrscheinlichkeit zu gewährleisten.
Im Jargon der britischen Seeleute trugen die Schiffe die Namen Outrageous (deutsch: „unerhört, ungeheuerlich“) und Curious (deutsch: „seltsam“) sowie Spurious (deutsch: „unecht, nachgemacht“) für die Furious.

## Einsatz als Schlachtkreuzer
Da ihre ursprüngliche Aufgabe entfallen war, wurden die beiden Schiffe als Verstärkung der Schlachtkreuzerdivision verwendet. Am 17. November 1917 waren sie an dem zweiten Seegefecht bei Helgoland beteiligt, wobei die Courageous beschädigt wurde. Nach dem Krieg wurden die Schiffe als Artillerieschulschiff verwendet.

## Umbau zu Flugzeugträgern
Unter den Bedingungen des Washingtoner Flottenabkommens wurden beide Schiffe ab 1924 ähnlich der Furious zu Flugzeugträgern umgebaut. In ihrer ursprünglichen Konfiguration konnten sie nicht beibehalten werden, da sie mit ihrer schweren Hauptbewaffnung einen Teil der Schlachtschifftonnage in Anspruch genommen hätten, die der britischen Marine laut Vertrag zustand, sie als Schlachtschiffe aber gänzlich ungeeignet waren.
Beim Umbau wurden Bewaffnung und Aufbauten entfernt. Die Schiffe erhielten zwei Hangardecks, darüber ein durchgehendes Flugdeck und eine Insel, bestehend aus einem Schornstein mit kleiner Kommandobrücke auf der Steuerbordseite. Aus dem oberen Hangardeck heraus führte ein Flugdeck zum Bug, über das Jagdflugzeuge direkt aus dem Hangar heraus starten sollten (Jägerstartdeck). Die Hangars waren 4,88 m hoch und damit 1 Fuß höher als bei der Furious. Das obere Flugdeck war bei der Glorious 195 m, bei der Courageous nur 181 m lang. Auf dem oberen Flugdeck wurden vorn zwei Druckluftkatapulte eingebaut. Der untere Hangar öffnete sich nach hinten auf ein niedriges Achterdeck. Auf diesem Weg wurden Wasserflugzeuge mit einem unter dem hinteren Ende des Flugdecks angebrachten Krans eingesetzt und wieder aufgenommen. Als der Betrieb von Seeflugzeugen in den dreißiger Jahren eingestellt wurde, wurde das Achterschiff um ein Deck angehoben.
Antriebsanlagen und  die Panzerung des Schiffskörpers wurden beibehalten, das Flugdeck erhielt zusätzlich eine Panzerung von 25 mm Stärke.
Das ursprüngliche Bordgeschwader sollte aus 52 Flugzeugen bestehen:
- 3 Schwärme à 6 und 1 Schwarm à 4 Jagdflugzeugen (insgesamt 22 Maschinen).
- 3 Schwärme à 6 Artilleriebeobachtungs- oder Aufklärungsflugzeugen (insgesamt 18)
- 2 Schwärme à 6 Torpedobombern (insgesamt 12)

Die meisten Quellen geben eine Ausstattung mit 48 Flugzeugen an, wobei die Belegung eines Flugzeugträgers immer von den Flugzeugtypen und deren Verfügbarkeit abhängt.
An Rohrwaffen erhielten die Schiffe 16 12-cm-L/40-Luftabwehrgeschütze und eine Anzahl Fla-MGs. Zuletzt trugen die Schiffe 24 4-cm-Maschinenkanonen in drei Achtlingslafetten. Es standen vier Feuerleitgeräte an den „Ecken“ des Schiffs zur Verfügung.
Ursprünglich sollte der Umbau dem Muster der Furious erfolgen. Er unterschied sich aber schließlich als Ergebnis kontroverser Diskussionen wie beschrieben in Bezug auf die Aufbauten und auf die Geschützbewaffnung.
Die Konfiguration mit einer Insel statt eines Glattdecks war umstritten, da befürchtet wurde, dass die Aufbauten den Flugbetrieb durch Luftverwirbelungen stören würden und der Washingtoner Vertrag eine nachträgliche Änderung nicht erlaubte. Die leichten Flugzeuge dieser Periode waren gegenüber Turbulenzen sehr anfällig. Allerdings sparte der Schlot gegenüber den horizontalen Abgasführungen nebst Gebläsen ca. 200 Tonnen Gewicht. Außerdem ließ die Platzersparnis zusammen mit der durch den Wegfall der Seezielgeschütze mehr Platz für Hangars und Werkstätten und ermöglichte eine die Mitnahme von mehr Flugzeugen. Hinzu kam, das die Hitze der Abgasschächte der Furious bei voller Leistung den Aufenthalt in den angrenzenden Bereichen unerträglich machte und der Abgasausstoß am Heck Turbulenzen genau in der Flugbahn landender Flugzeuge produzierte.
Die ersten britischen Flugzeugträger hatten Seezielgeschütze des Kalibers 14 cm oder 15,2 cm erhalten, da sie mit der Vorhut der Flotte operieren sollten. Dort mussten sie nach den damaligen Vorstellungen in der Lage sein, sich der Angriffe feindlicher Kreuzer und Zerstörer erwehren zu können. Als der Umbau der Glorious und Courageous anstand, wurden Kreuzerneubauten mit 20,3-cm-Geschützen ausgerüstet (Schwere Kreuzer gemäß Washingtoner Flottenabkommen). Eine Ausrüstung mit leichteren Geschützen zur Kreuzerabwehr wurde als sinnlos erachtet, 20,3-cm-Geschütze hätten den Raum für die Hangars zu sehr eingeschränkt. Deshalb wurden nur die genannten Luftabwehrwaffen eingebaut. Die 12-cm-Geschütze verschossen Patronenmunition, bei der die Treibladung von einer Messinghülse umgeben war. Bei einem leicht gepanzerten Schiff bot dies gegenüber den Kartuschbeuteln aus Stoff der schwereren Geschütze im Fall von Gefechtsschäden einen erheblichen Sicherheitsvorteil. Die im Nachhinein vorausschauende Entscheidung, auf Seezielwaffen zu verzichten, war seinerzeit sehr umstritten.
Die 38,1-cm-Türme wurden im Zweiten Weltkrieg beim Bau des letzten britischen Schlachtschiffes Vanguard verwendet.

## Verbleib
Beide Schiffe gingen früh im Zweiten Weltkrieg verloren:
- Die Courageous wurde am 17. September 1939 durch Torpedos des deutschen U-Boots U 29 versenkt.
- Die Glorious wurde am 8. Juni 1940 bei der Evakuierung von Norwegen durch die deutschen Schlachtschiffe Scharnhorst und Gneisenau versenkt (einer von nur zwei Flugzeugträgern in der Geschichte, die allein durch Artilleriefeuer versenkt wurden).